# Ashton Carter
Ashton Baldwin "Ash" Carter (Filadélfia, 24 de setembro de 1954 – Boston, 24 de outubro de 2022) foi um físico por formação e professor de política pública, graduado pelas universidades de Harvard e Yale, que serviu como Secretário de Defesa dos Estados Unidos no governo do presidente Barack Obama. Ele foi apontado em 2015 para o gabinete de segurança do país e confirmado pelo Senado por 93 votos a 5, sucedendo Chuck Hagel no cargo de chefe do departamento de defesa. Entre suas principais funções foi supervisionar o esforço militar americano na Guerra contra o Estado Islâmico.

## Carreira
Carter atuou como Secretário Adjunto de Defesa para Política de Segurança Internacional durante o primeiro mandato do presidente Clinton, de 1993 a 1996, responsável pela política relativa aos antigos estados soviéticos, assuntos estratégicos e armas nucleares.
Durante o primeiro mandato do presidente Obama, ele atuou primeiro como Subsecretário de Defesa para Aquisição, Tecnologia e Logística e depois Vice-Secretário de Defesa até dezembro de 2013. Em fevereiro de 2015, ele substituiu Chuck Hagel como Secretário de Defesa e serviu até o final do governo Obama. Um ato notável durante seu mandato no departamento foi o fim da proibição de oficiais transgêneros nas forças armadas, que permaneceu em vigor por apenas um ano antes do governo Trump o restabeleceu. Em 2016, Carter abriu todas as ocupações e cargos militares para mulheres, sem exceção. Isso marcaria a primeira vez na história dos EUA que mulheres com as qualificações apropriadas poderiam contribuir para áreas das forças armadas, como infantaria, blindagem, reconhecimento e algumas unidades de operações especiais, que antes eram abertas apenas para homens.

## Morte
Carter morreu em 24 de outubro de 2022, aos 68 anos de idade, devido a um ataque cardíaco.

## Publicações
Além de ser autor de vários artigos, publicações científicas, estudos governamentais e testemunhos do Congresso, Carter coeditou e foi coautor de 11 livros:
- MX Missile Basing (1981)[6]
- Ballistic Missile Defense (1984)[7]
- Directed Energy Missile Defense in Space (1984)[8]
- Managing Nuclear Operations (1987)[9]
- Soviet Nuclear Fission: Control of the Nuclear Arsenal in a Disintegrating Soviet Union (1991)[10]
- Beyond Spinoff: Military and Commercial Technologies in a Changing World. [S.l.]: Harvard Business Review Press. 1992. ISBN 978-0875843186
- A New Concept of Cooperative Security. [S.l.]: Brookings Institution Press. 1992. ISBN 978-0815781455
- Cooperative Denuclearization: From Pledges to Deeds. [S.l.]: Harvard University Press. 1993
- Preventive Defense: A New Security Strategy for America. [S.l.]: Brookings Institution Press. 1997. ISBN 978-0815713081
- Keeping the Edge: Managing Defense for the Future. [S.l.]: MIT Press. 2001. ISBN 978-0262032902
- Inside the Five-Sided Box: Lessons from a Lifetime of Leadership in the Pentagon. [S.l.]: E. P. Dutton. 2019. ISBN 978-1524743918